# Todd Duncan
Robert Todd Duncan (* 12. Februar 1903 in Danville/Kentucky; † 28. Februar 1998 in Washington, D.C.) war ein US-amerikanischer Sänger (Bariton), Gesangspädagoge, Schauspieler und Bürgerrechtsaktivist.

## Leben
Duncan hatte als Kind Klavierunterricht bei seiner Mutter Nettie Cooper Duncan und sang im Chor der Davis Chapel African Methodist Episcopal Church. Nach dem Abschluss der Grundschule (1916) besuchte er das Simmons College of Kentucky. Ab 1922 studierte er Musik am College of Music and Fine Arts in Indianapolis und Englisch an der Butler University (Bachelor 1925). Ab 1925 unterrichtete er am Municipal College for Negroes in Louisville, parallel erwarb er den Masterabschluss am Teachers College der Columbia University.
Ab 1930 unterrichtete er Gesang an der Howard University in Washington. Sein professionelles Debüt als Opernsänger hatte er 1934 als Alfio in Pietro Mascagnis Cavalleria rusticana in einer Aufführung mit der Aeolian Negro Opera Company. Olin Downes, der Musikkritiker der New York Times empfahl ihn George Gershwin, der ihm bei der Uraufführung seiner Oper Porgy and Bess 1935 die Rolle des Porgy gab.
1936 trat er am Londoner Theatre Royal Drury Lane in Charles B. Cochrans Musicalproduktion The Sun Never Sets mit Musik von Cole Porter auf und tourte danach mit Adelaide Hall durch Großbritannien. An der New York City Opera debütierte er 1945 als Tonio in Ruggero Leoncavallos Pagliacci und trat im selben Jahr als Escamillo in Georges Bizets Carmen auf. 1949 sang er die Rolle des Reverend Stephen Kumelo in Kurt Weills Lost in the Stars. Hierfür wurde er mit dem Donaldson Award und dem New York Drama Critics Award ausgezeichnet. Während seiner Laufbahn als Sänger nahm er zu verschiedenen Zeiten weiteren Unterricht bei Eduardo Lippe, Sarah Lee und Frank Bibb.
Mitte der 1960er Jahre beendete Duncan seine aktive Laufbahn und widmete sich ganz der Lehrtätigkeit am Curtis Institute of Music und in einem eigenen Studio in Washington. Er prägte eine ganze Generation afroamerikanischer Musiker und Sänger. Unter anderem waren Marvin Hayes, Philip Booth, Carmen Tencredi und Marvin Keenze seine Schüler. Als Schauspieler trat er in William Dieterles Syncopation (1942) und Hall Bartletts Unchained (1955) auf. Für die Unchaines Melody aus letzterem Film war er für einen Grammy nominiert.
Neben Ehrendoktortiteln u. a. der Butler University und der Valparaiso University erhielt Duncan die George Peabody Medal of Music des Peabody Conservatory of Music der Johns Hopkins University (1984) und den NAACP Image Award. Posthum wurde er 2005 in die Kentucky Civil Rights Hall of Fame der Kentucky State University aufgenommen. 